# Domingo Prunés
Domingo Prunés Miquel (Manresa, c. 1887 - 7 de septiembre de 1964) fue un político español, alcalde de Manresa entre 1939 y 1943.
Formó parte de la Juventud Carlista Manresana, organización que dirigía Joaquín Gomis Cornet y que derivó en el Requeté. Durante la década de 1920 participaría en la política municipal como concejal jaimista.
Procurador de los tribunales de profesión, en 1920 fue elegido teniente de alcalde de Manresa y actuó en ocasiones en representación del alcalde, el regionalista José Coll Roca.
Durante la Segunda República volvió a ser uno de los concejales de la Comunión Tradicionalista en el Ayuntamiento de Manresa dentro de la coalición «Defensa Ciudadana», junto con José Prat Piera. En esta época, los carlistas manresanos se mostraron muy activos y protagonizaron diversos actos públicos, como la Semana Tradicionalista de Manresa, conferencias, o el Acto de Afirmación Tradicionalista, que se celebró en el Teatro Conservatorio el 24 de mayo de 1935, con la participación de señalados oradores tradicionalistas como María Rosa Urraca Pastor.
Después de la guerra civil, fue el primer alcalde franquista de la ciudad. De su labor administrativa, destacó el saneamiento de la hacienda municipal. Con motivo de la fiesta mayor, el 30 de agosto de 1942 recibió un homenaje público por suscripción popular en el que participaron el obispo de Vic Juan Perelló Pou y una cincuentena de alcaldes, así como autoridades civiles y militares, entre las que destacaron el coronel de Caballería Julio Pérez Salas, que fue quien «liberó» Manresa, el publicista Enrique Sarradell (organizador del homenaje) y el gobernador civil de Barcelona Antonio Correa Veglison, con la adhesión del ministro de Justicia Esteban Bilbao, todos ellos antiguos militantes de la Comunión Tradicionalista.
Domingo Prunés era considerado por la policía uno de los requetés intransigentes, como casi todos los carlistas de la comarca del Bages, y destacó por no llevar el uniforme del partido unificado en actos oficiales y por celebrar actos propiamente carlistas al margen de los oficiales, como la fiesta de los Mártires de la Tradición.
Según un testimonio, contrariamente a lo que se hacía en aquel tiempo durante el proceso de depuración franquista, el alcalde Prunés hacía avales para todos los manresanos que se lo pidieran, mientras no le constase nada en contra. Como alcalde, organizó una gestora integrada básicamente por carlistas. Tras el cese de Domingo Prunés, los alcaldes posteriores de Manresa fueron falangistas y los carlistas manresanos se retiraron de la política local.
En 1943 Prunés fue nombrado por el ministro de la Gobernación diputado provincial en la Comisión Gestora que presidía el también carlista Luis Argemí, cargo que desempeñó hasta 1946.
Casado con Isabel Planas, una de sus hijas, Montserrat Prunés Planas, era maestra del Grup Escolar Renaixença.